# Rio do Cabelo
O rio do Cabelo é um curso d'água brasileiro que banha o município de João Pessoa. Nasce no bairro de Mangabeira nas proximidades do Complexo Hospitalar de Mangabeira (Ortotrauma), conhecido popularmente como Trauminha, e se estende por 6,2km até desaguar no Oceano Atlântico, dividindo as praias da Penha ao sul e Seixas ao norte.
Vários projetos vêm sendo implantados para salvar o rio da crescente ameaça que vem sofrendo por parte da pressão urbana. entre eles o «Plano municipal de conservação e recuperação da Mata Atlântica», da prefeitura de João Pessoa.
Após os colonizadores portugueses fundarem a "Cidade Real de Nossa Senhora das Neves" em 1585 numa colina às margens do rio Sanhauá, um afluente do rio Paraíba, 18 quilômetros acima da foz deste último[16]. Em 1588, a cidade adquiriu o nome de "Filipeia de Nossa Senhora das Neves", em homenagem ao rei Filipe, que, na época, acumulava os tronos da Espanha e de Portugal. Foi então que alguns dos integrantes colonos, organizaram uma comitiva para reconhecimento das áreas banhadas de ilhas e lagos, após constatação do belíssimo e afluente rio que veio receber o nome posteriormente de  rio Sanhauá, como também  rio Paraíba. Nesse mesmo período a comitiva designada para o reconhecimento das áreas, desbravaram várias bacias e rios, como também belíssimas praias. Uma dessas praias foram chamadas de ponto do Porta do Sol (Tiwanaku)) (Porta do Sol (Tiauanaco). Sendo assim, foi descoberto também onde hoje de chama de Farol do Cabo Branco Farol do Cabo Branco. Depois veio o (Seixas) Praia do Seixas.
A comitiva de colonizadores também desbravaram toda área ao Leste, Oeste Norte e Sul do que se chamou posteriormente de Praia do Seixas ( Penha ao sul e Seixas ao norte. Durante esse reconhecimento de terras, foi encontrado algumas nascente, com belíssimas vegetações e rica em plantas medicinais. Umas das nascentes desaguava  Oceano Atlântico, que foi chamada de olho nascente do arraial ( Hoje, 24 de maio de 2015 é conhecido como RIO CABELO) . Essa alusão foi decorrente ao que se chamou de (praia do arraial) http://www.praias-360.com.br/mapa/paraiba/joao-pessoa/praia-do-arraial.html . Esse olho nascente serviu de apoio para os portugueses, onde eles se reencontravam como ponto de descanso. Informações de um antigo morador que administrava toda propriedade privada chamada de Fazenda Cabelo. O então Sr. Manoel Rodrigues Chaves nos anos 1940, administrava as terras que fez parte da colônia de presos do sistema penitenciário do Estado da Paraíba, composta por vários moradores, que habitavam em casa de barro. Todos os moradores implantados estavam debaixo da jurisdição da administração do capataz aos que integravam a mesma área de 200 hectares de terra que foi doada posteriormente ao Ministério da Agricultura - EMBRAPA nos anos 1955.  (https://www.embrapa.br/)..

## Bacia hidrográfica

### Características
O rio banha uma área de 9,7 km² e no seu percurso até o mar a interferência humana é intensa: residencias, currais de criação de gado, extração de areia do leito, despejo de esgoto, desmatamento, tudo isso interferindo diretamente no rio, ocasionando degradação.
Sua bacia se estende pelos bairros de Mangabeira, Mangabeira VII, Cidade Verde, Distrito Industrial de Mangabeira, Quadramares, Portal do Sol, Seixas e Penha.

### «Projeto rio do Cabelo»
O «Projeto rio do Cabelo», de autoria do Centro de Ensino da Polícia Militar do Estado da Paraíba, em 2004, constituía-se da realização de reuniões entre membros da comunidade dos bairros de Mangabeira VII, Cidade Verde, Projeto Mariz, Distrito Industrial de Mangabeira, Jacarapé e Penha.
O objetivo era de encontrar uma solução para a problemática do rio, que tem sua nascente localizada naquela região e vem sofrendo com a poluição e a assoreamento de seu leito, devido à urbanização desenfreada e mal planejada daquela área.